# 200 форинтів
Двісті форинт — номінал грошових купюр Угорщини, введених в обіг з 1998 року. Вилучені з обігу 2009 року.

## Описання
Папір банкноти безпеки матеріалу, з якого флуоресціює під УФ-волокна світла, так само перед водяним знаком портрета і захисна нитка вписаний. Захисна нитка з Національного банку Угорщини • написи.
Монета 500 ‰ срібло-мідний сплав. Діаметр 32 мм, Товщина 1,7 мм, Вага 12 гр.
На передньому плані праворуч від портрета короля Карла I Роберта субтитри. Оскільки справжнього зображення корноля не існує, ним став ідеалізований портрет менеджера безпеки компанії, що друкує банкноти.
| Лицьова сторона | Зворотна сторона | Розміри (мм) | Колір   | Реверс | Аверс | Дата виходу |
| --------------- | ---------------- | ------------ | ------- | ------ | ----- | ----------- |
|                 |                  | 154×70       | зелений |        |       | 1998        |